# 泰安娜·丹尼爾斯
泰安娜·丹尼爾斯（英語：Teahna Daniels，1997年3月25日—），美國田徑運動員，她代表美國隊參加了日本舉行的2020年夏季奧林匹克運動會，並且在女子4×100米接力比賽上獲得銀牌。